# 阿米特
阿米特是埃及神話中一頭擁有鱷魚頭，獅子上身及河馬下身的生物。阿努比斯會將死人的心臟與瑪亞特（Ma'at）的羽毛放在天秤上。心臟若較重，代表該人曾作了壞事。阿努比斯會將他交給阿米特吞下，被吞下的人不能進入雅盧（Aaru），永遠不得安息。若心臟較輕，該人會由歐西里斯所審判。阿米特是天譴的一種擬人法表示，代表了真理、公平及秩序。

阿米特是三種動物的混合體。

## 神話
阿米特並非神祇，也不被膜拜。牠擁有所有埃及人所懼怕的特質，威脅若不按照瑪特的原則，就會被吞下不得安息。故此，阿米特有著鱷魚（或狗）的頭，上身是獅子（或豹），下身是河馬，統統都是古埃及人認為最危險的動物。雖然有指牠是惡魔，但牠卻消滅邪惡。